# NGC 7423
NGC 7423 é um aglomerado aberto na direção da constelação de Cepheus. O objeto foi descoberto pelo astrônomo William Herschel em 1788, usando um telescópio refletor com abertura de 18,6 polegadas. 